# 伊吉益麻呂
伊吉 益麻呂（いき の ますまろ、生没年不詳）は、奈良時代の貴族。姓は連。官位は外従五位下・大外記。

## 経歴
淳仁朝の天平宝字5年（761年）10月に遣高麗大使（遣渤海使）に高麗大山が任ぜられるが、ほどなくして、益麻呂が副使に任じられたと想定される。翌天平宝字6年（762年）3月に遣渤海使節は渤海に渡航するが、大使の高麗大山は帰途船上で病を得て、帰国直後に佐利翼津（さりはねのつ。一説では現在の山形県最上郡舟形町）で没した。そのため、益麻呂が代わって渤海使の王新福ら23人を率いて平城京に戻ることになり、10月に益麻呂ら使節一行は越前国加賀郡に安置され、12月には復命を果たして益麻呂は外従五位下に昇叙された。なお、高麗大山は正五位下を贈位されている。
天平宝字7年（763年）大外記に任ぜられた。

## 官歴
『続日本紀』による。
- 天平宝字5年（761年） 10月22日：遣高麗副使
- 時期不詳：正六位上
- 天平宝字6年（762年） 12月11日： 外従五位下
- 天平宝字7年（763年） 1月9日： 大外記